# Kaltstart (Buch)
Kaltstart ist eine als Buch herausgegebene wissenschaftliche Publikation von Hans-Werner Sinn und Gerlinde Sinn, die erstmals 1991 im Mohr Siebeck Verlag erschien.

## Inhalt
Die beiden Volkswirte analysieren in diesem Werk die volkswirtschaftlichen Aspekte der deutschen Wiedervereinigung. Die nicht nur für Ökonomen verfasste Publikation erhielt ein umfangreiches Echo in Politik und Medien und gilt als eine der umfassendsten Analysen zu den ökonomischen Konsequenzen der Systemtransformation in Ostdeutschland. Überarbeitete Auflagen des Buches erschienen 1992 und 1993.
Das Buch erschien 1992 und 1993 auf Englisch und 1994 auch in koreanischer, französischer und russischer Sprache.
Die Autoren wenden das gesellschaftliche Analysesystem von Marx auf den Zusammenbruch der DDR an und konstatieren, dass die Krise der „materiellen ökonomischen Basis“ eine Erneuerung des „ideologischen Überbaus“ notwendig gemacht habe. In dem Moment, in dem das kommunistisch-planwirtschaftliche System diese Basis für eine arbeitsteilige Industriegesellschaft nicht mehr gewährleisten konnte, habe das marktwirtschaftlich-kapitalistische System an seine Stelle treten müssen. Der Marxismus habe sich durch seine Abschaffung selbst bestätigt. Außerdem habe der marxistische Geschichtsfatalismus der Eliten in den Ostblockländern die Revolution erleichtert: Die Kenntnis über den Verlauf revolutionärer Prozesse habe dort die Einsicht entstehen lassen, sich dem Gang der Geschichte nicht entgegenzustellen.
Die Autoren analysieren den wirtschaftlichen Zusammenbruch der ehemaligen DDR-Wirtschaft und stufen ihn mit einem Einbruch der Industrieproduktion von zwei Dritteln als „beispiellos in der neueren Wirtschaftsgeschichte“ ein. Diese derart ausgeprägte und rapide Depression übertreffe selbst die Auswirkungen der Weltwirtschaftskrise. Die Entwicklung in der DDR sei wesentlich gravierender verlaufen als in den anderen ehemaligen RGW-Staaten. Das Ehepaar Sinn führt die extreme Unterauslastung der ostdeutschen Wirtschaft, die zu Arbeitslosenquoten von bis zu einem Drittel führte, auf verschiedene Fehler der Wirtschaftspolitik zurück. Im Gegensatz zu anderen Ökonomen machen sie weniger einen zu hohen Umtauschkurs bei der Währungsreform für die Krise verantwortlich, sondern die Politik der schnellen Lohnangleichung von Staat und Gewerkschaften sowie die mangelnde Klärung von Eigentumsrechten.
Bei der Privatisierung der ehemaligen Staatsbetriebe, die unabdingbare Voraussetzung für den Aufbau einer funktionsfähigen Marktwirtschaft sei, seien schwere Fehler gemacht worden. Die Autoren identifizieren neben den zu hohen Lohnstückkosten die Naturalrestitution als größte Bremse für die Privatisierung der Betriebe. Die auf Betreiben der FDP in den Einigungsvertrag aufgenommene Bestimmung, nach der von der DDR enteignete Vermögensobjekte den Altbesitzern zurückgegeben werden sollten, führe zu ungeklärten Eigentumsrechten und folglich zu einer Verhinderung von Investitionen. Da Altbesitzer eine Restitutionsklage erheben konnten und von diesem Recht in großer Zahl Gebrauch gemacht wurde, seien die Gerichte überlastet und die Verfahren zögen sich über mehrere Jahre hin. Die rückgängig zu machenden Enteignungen betrafen etwa 300.000 Grundstücke und etwa 20.000 Unternehmen, für die etwa zwei Millionen Rückerstattungsanträge gestellt wurden, davon für Unternehmen 11.200.
Die fehlenden Grundbücher sowie die mangelnde Kompetenz der Erben vor langer Zeit enteigneter Unternehmensbesitzer, einen Betrieb zu führen, seien weitere gewichtige Hürden für die Privatisierung. Die Autoren plädieren für einen Vorrang der Entschädigung der Alteigentümer vor der Restitution der Objekte. Darüber hinaus solle die Treuhandanstalt Restbeteiligungen an den Unternehmen behalten, um einen Preisverfall am Markt für Unternehmen zu vermeiden, der durch die Überlastung des westdeutschen Kapitalmarkts entstünde. Außerdem sollten Unternehmensbeteiligungen zur Verteilung an die ostdeutsche Bevölkerung zur Verfügung stehen.

## Rezeption
Wolfram Engels, Herausgeber der Wirtschaftswoche, bezeichnete Kaltstart als die „einzig gründliche Analyse.“ Bundespräsident Richard von Weizsäcker veranlasste das Buch, mit den Autoren ein Gespräch über die Probleme bei der Wiedervereinigung zu führen. Peter Bofinger, der Sinns wirtschaftswissenschaftliche Standpunkte äußerst kritisch sieht, beschreibt es in seinem Buch Wir sind besser als wir glauben als „sehr informativ“ bei der Beschreibung des Politikfehlers, in Ostdeutschland das Kapital anstelle von Arbeit massiv zu subventionieren.